# Ctenitis cyclochlamys
Espèce
Ctenitis cyclochlamys est une espèce de plantes de la famille des dryoptéridacées. Elle est endémique de l'île de La Réunion, département d'outre-mer français dans le sud-ouest de l'océan Indien.